# Castiarina rostralis
Castiarina rostralis es una especie de escarabajo del género Castiarina, familia Buprestidae. Fue descrita científicamente por Carter en 1917.